# Tsjecho-Slowaakse kroon
De Tsjecho-Slowaakse kroon of koruna was de munteenheid van Tsjecho-Slowakije van 1919 tot 1993. Eén kroon was verdeeld in honderd heller (Tsjechisch: haléř; Slowaaks: halier). De munten werden geslagen door Mincovňa Kremnica.
De kroon werd tijdens de Oostenrijkse-Hongaarse monarchie in 1892 geïntroduceerd. In 1919, een jaar na de onafhankelijkheid, werd de Tsjecho-Slowaakse kroon ingevoerd. Deze was de munteenheid van Tsjecho-Slowakije tot het uiteenvallen van de republiek in 1993. In de periode 1939-1945 hadden het Protectoraat Bohemen en Moravië en de Slowaakse Republiek elk een eigen munteenheid, eveneens onder de naam kroon.
De Tsjecho-Slowaakse kroon bleef in omloop tot 8 februari 1993 toen Tsjechië en Slowakije elk een eigen munteenheid invoerden.